# دنیس روسنتال
دنیس روسنتال (به انگلیسی: Denise Rosenthal) (زاده ۸ نوامبر ۱۹۹۰) بازیگر، خواننده، ترانه‌سرا، مدل، رقصنده شیلیایی است.